# Phil Kear
Phil Kear (* 25. Januar 1950) ist ein ehemaliger neuseeländischer Sprinter, der sich auf den 400-Meter-Lauf spezialisiert hatte.
Bei den British Commonwealth Games 1974 in Christchurch wurde er Fünfter in der 4-mal-400-Meter-Staffel und erreichte im Einzelbewerb das Halbfinale.
Fünfmal wurde er Neuseeländischer Meister (1971–1974, 1976). Seine persönliche Bestzeit von 46,90 stellte er am 1. Dezember 1973 in Christchurch auf.